# U-965
Unterseeboot 965 foi um submarino alemão do Tipo VIIC, pertencente a Kriegsmarine que atuou durante a Segunda Guerra Mundial.

## Comandantes
| Comandante             | Data                                         |
| ---------------------- | -------------------------------------------- |
| Kptlt. Klaus Ohling    | 25 de fevereiro de 1943 - 6 de junho de 1944 |
| Oblt. Günter Unverzagt | 7 de junho de 1944 - 30 de março de 1945     |

## Subordinação
Durante o seu tempo de serviço, esteve subordinado às seguintes flotilhas:
| Período                                          | Flotilha                                   |
| ------------------------------------------------ | ------------------------------------------ |
| 25 de fevereiro de 1943 - 31 de dezembro de 1943 | 5. Unterseebootsflottille (treinamento)    |
| 1 de janeiro de 1944 - 30 de setembro de 1944    | 11. Unterseebootsflottille (serviço ativo) |
| 1 de outubro de 1944 - 30 de março de 1945       | 13. Unterseebootsflottille (serviço ativo) |

## Operações conjuntas de ataque
O U-965 participou das seguinte operações de ataque combinado durante a sua carreira:
- Rudeltaktik Isegrim (5 de janeiro de 1944 - 27 de janeiro de 1944)
- Rudeltaktik Werwolf (27 de janeiro de 1944 - 2 de fevereiro de 1944)
- Rudeltaktik Trutz (23 de junho de 1944 - 10 de julho de 1944)
- Rudeltaktik Schwefel (22 de setembro de 1944 - 23 de setembro de 1944)
- Rudeltaktik Zorn (28 de setembro de 1944 - 1 de outubro de 1944)
- Rudeltaktik Grimm (1 de outubro de 1944 - 2 de outubro de 1944)
- Rudeltaktik Panther (16 de outubro de 1944 - 22 de outubro de 1944)
- Rudeltaktik Panther (24 de outubro de 1944 - 10 de novembro de 1944)
- Rudeltaktik Stier (25 de novembro de 1944 - 19 de dezembro de 1944)